# خوزه کاتالان
خوزه کاتالان (انگلیسی: José Catalá؛ زادهٔ ۱ ژانویهٔ ۱۹۸۵) بازیکن فوتبال اهل اسپانیا است.
از باشگاه‌هایی که در آن بازی کرده‌است می‌توان به باشگاه فوتبال آپولون لیماسول، باشگاه فوتبال ویرا، باشگاه فوتبال ویارئال، و باشگاه فوتبال رئال مورسیا اشاره کرد.